# Stade Évelyne-Jean-Baylet
 (mars 2025).
Pour les articles homonymes, voir Baylet.
Le stade Évelyne-Jean Baylet, est un stade de rugby à XV situé à Valence-d'Agen en Tarn-et-Garonne. Il s'agit du stade de l'Avenir valencien.
Il est nommé en l'honneur d'Évelyne Baylet (1913-2014), ancienne maire de la commune.